# Pura Taman Ayun
Pura Taman Ayun sau Templul Grădinii Frumoase este un templu hindus de pe insula Bali, Indonezia. Este considerat a fi unul dintre cele mai vizitate și mai atractive temple balineze.

## Istorie și arhitectură
Templul a fost construit pentru prima dată în anul 1634 de către Gusti Agung Putu, raja din Mengwi. Se mai numește și Pura Kawiten sau Templul Familiei, deoarece a fost clădit drept casă de rugăciune pentru strămoșii și zeii dinastiei rajahilor din Mangwi. Printre lucrările de restaurare ce au avut loc la acest templu, cea mai semnificativă este cea din 1750.
Atracția cea mai importantă a templului este grădina sa celebră. Înconjurată de apă, poduri, ziduri și fântâni, grădina este una dintre cele mai cunoscute atracții turistice din Bali. De asemenea, pe lângă grădină, templul are un complex format din numeroase clădiri precum imensa poartă de la intrare (candi), pavilioane (bale), turnuri cu tobe (bale kulkul), turnuri etajate (pelinggih meru) reprezentând Muntele Meru din mitologia hindusă sau altare ale diferitelor divinități precum vulturul Garuda sau leul Barong, divinitate specifică hinduismului balinez.
Cel mai important festival al templului este Anggara Kasih ce are loc o dată la 210 zile și pică în ziua de marți a săptămânii Medangsia a calendarului balinez Pawukon. Ceremoniile specifice acestui festival durează mai mult de două zile.

## Fotogalerie

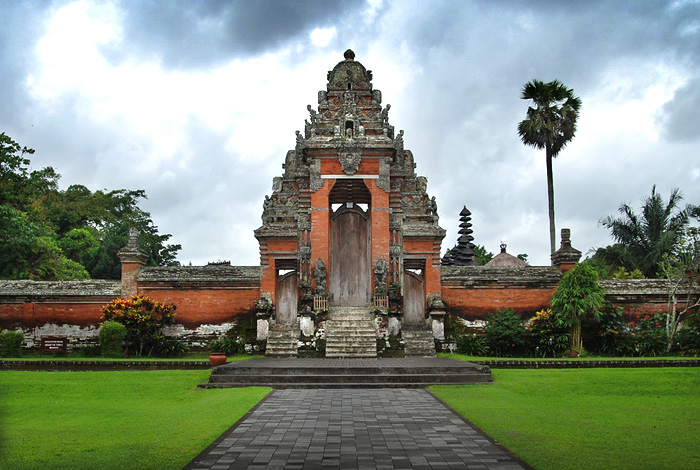
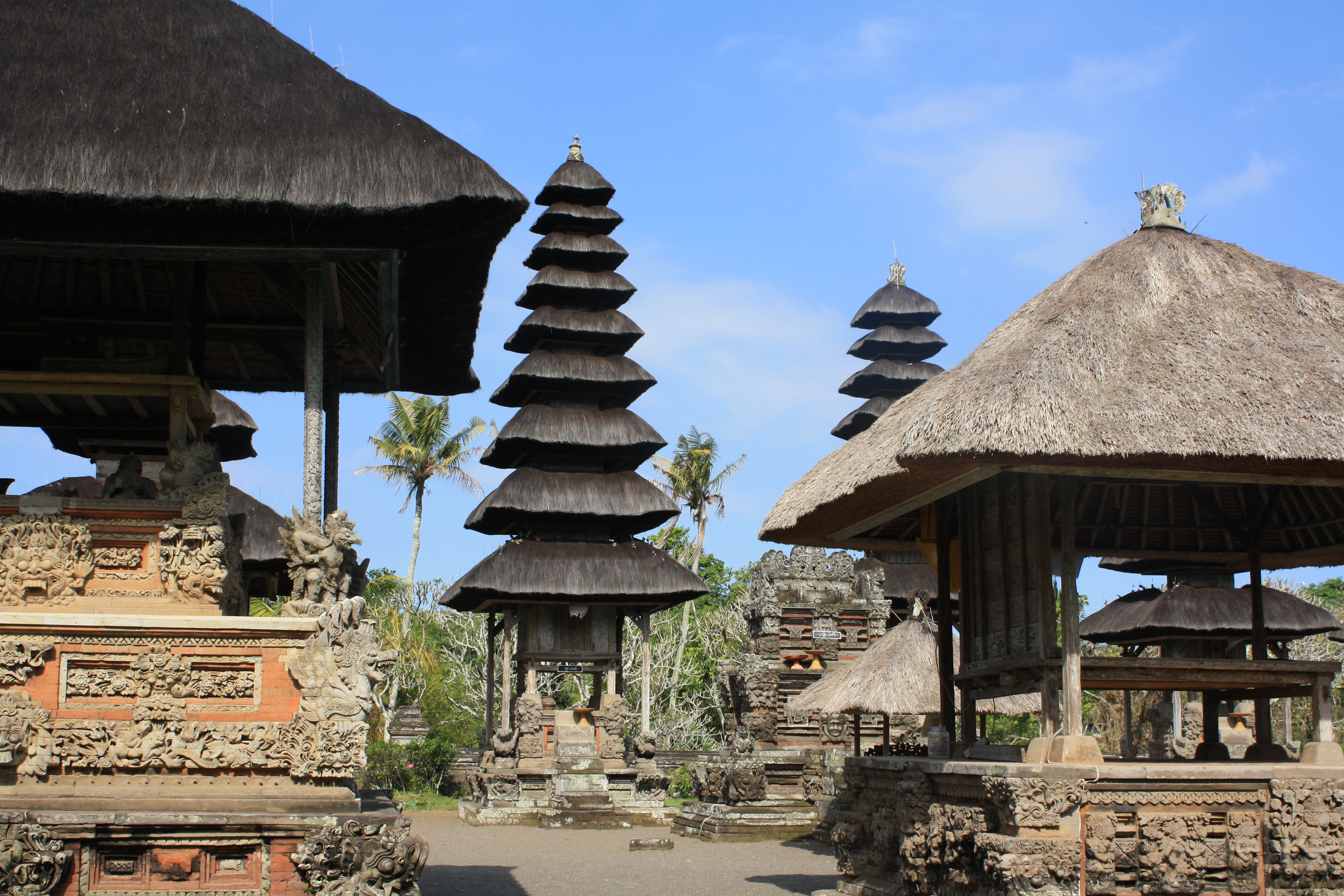
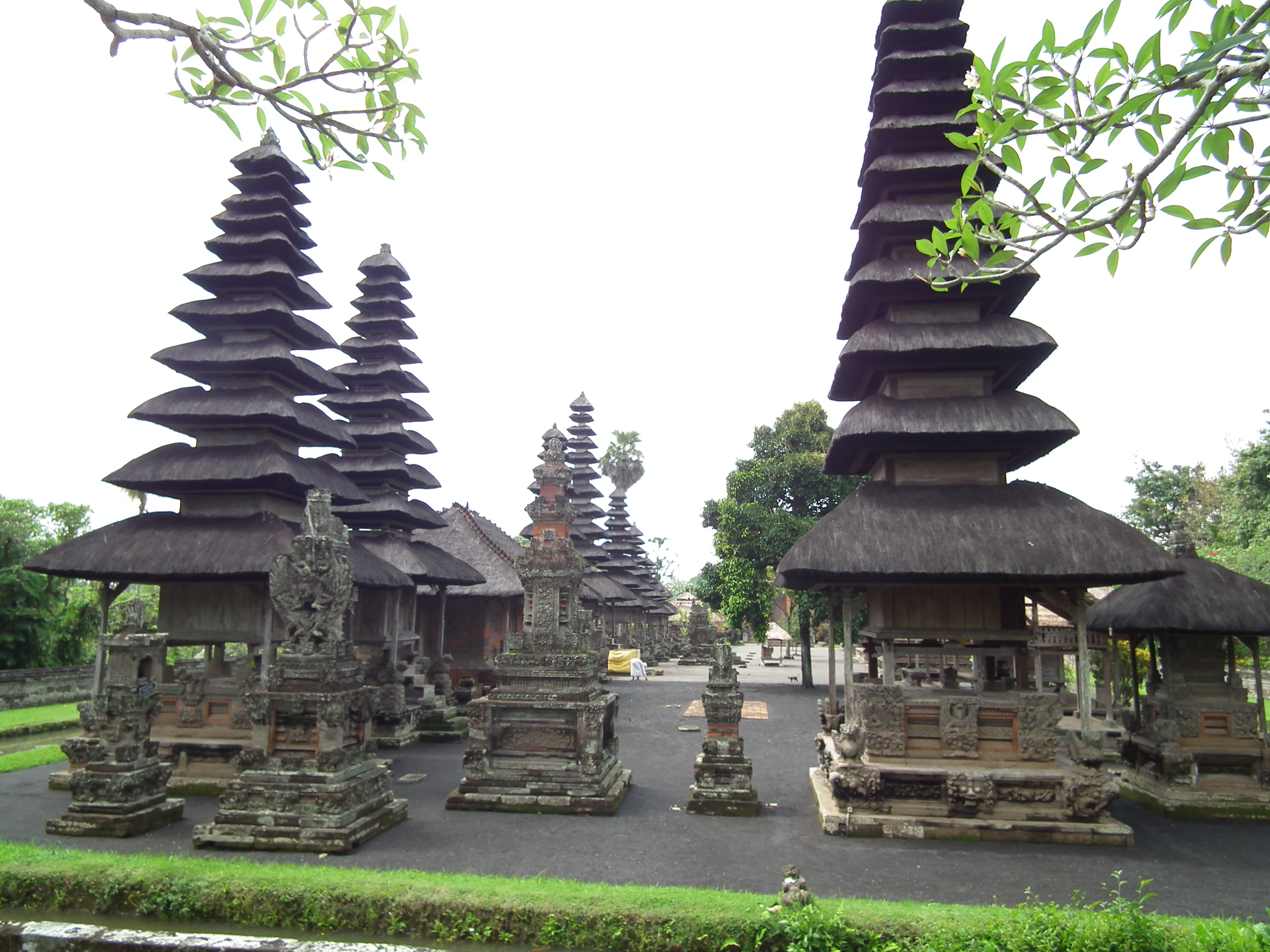
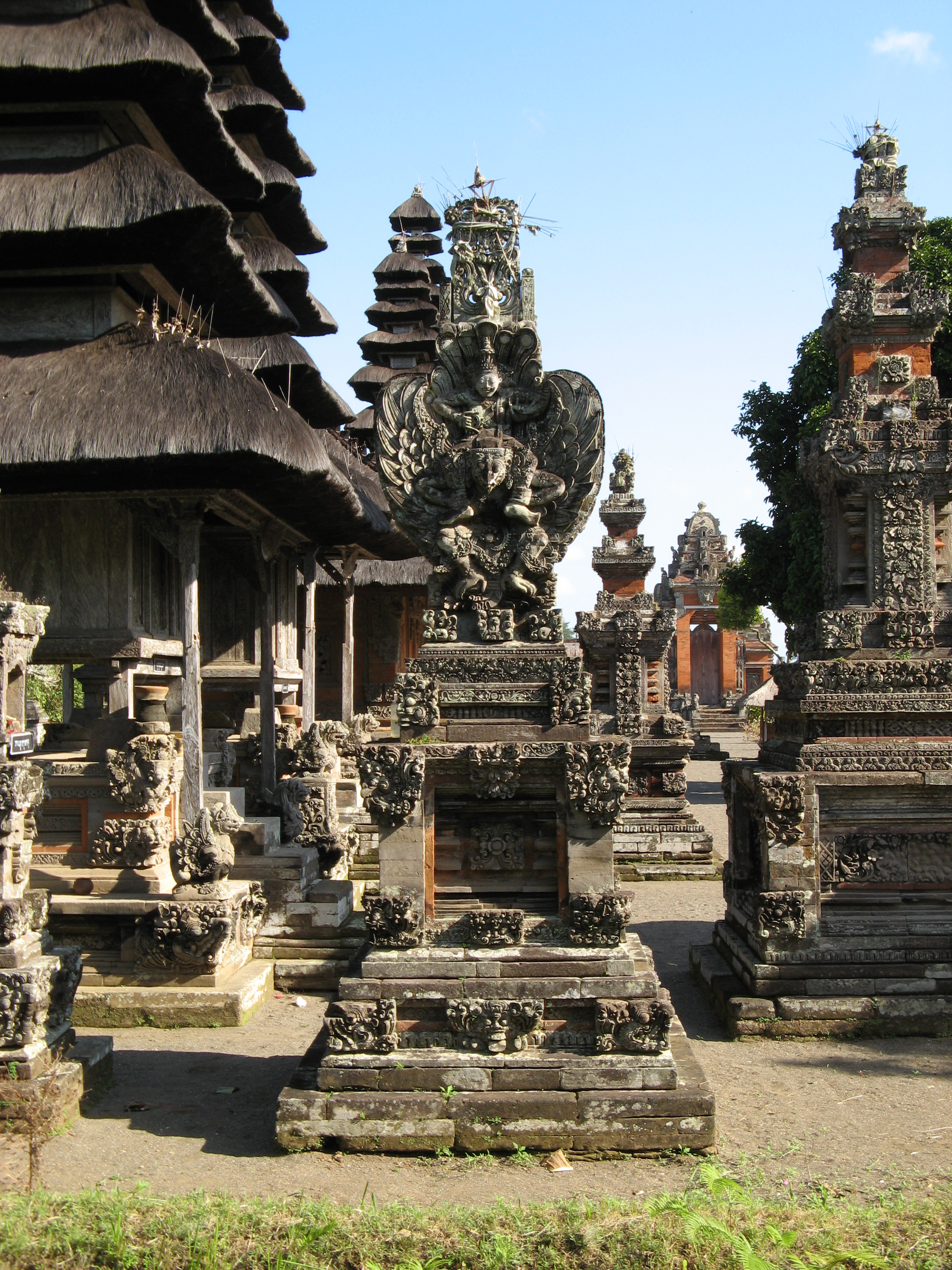
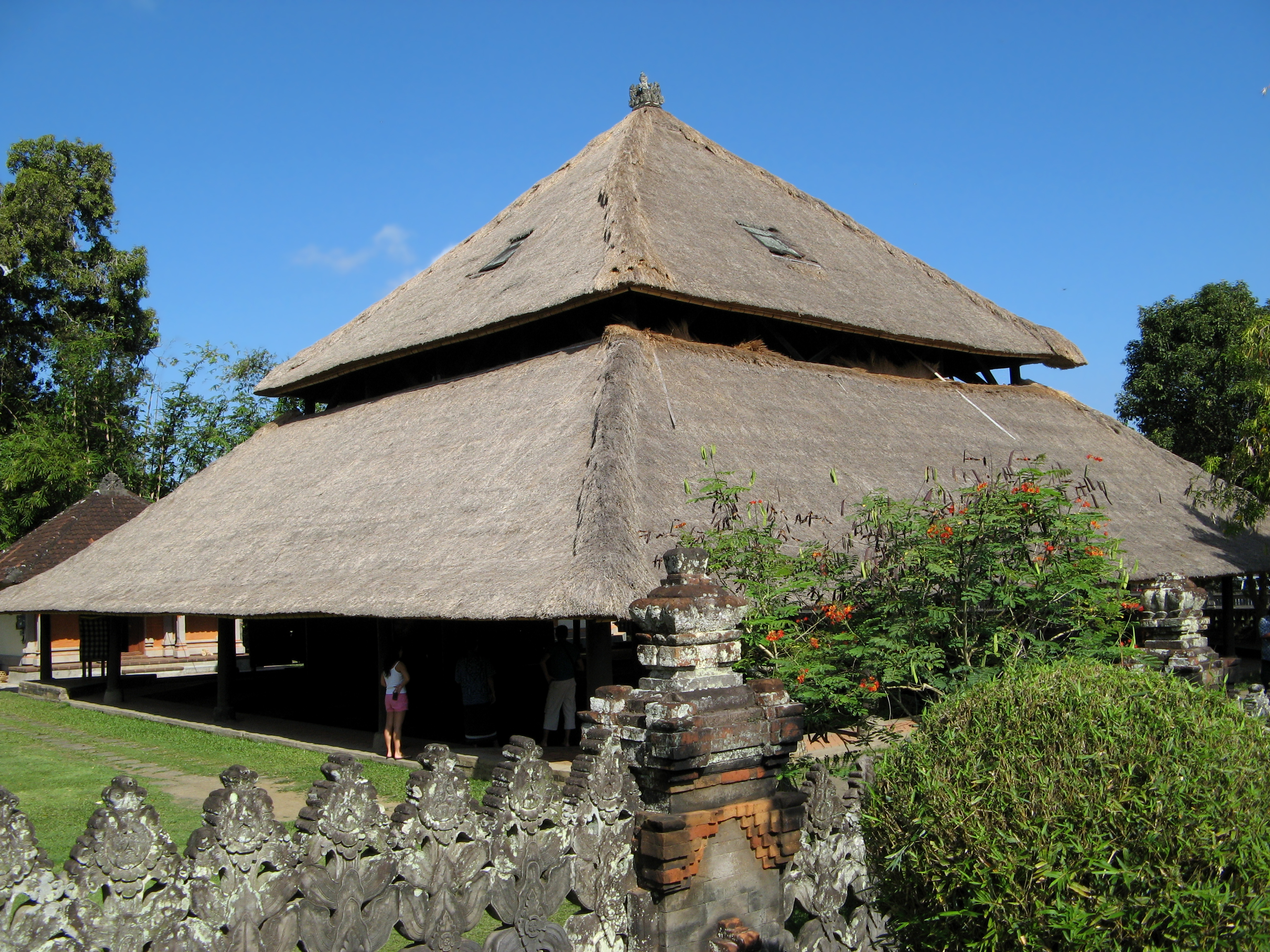